# Bunker oil
Con il termine di bunker oil ci si riferisce a qualsiasi tipo di olio combustibile impiegato per la locomozione delle navi.
Il termine "bunker" deriva dal nome inglese dei contenitori nei quali è immagazzinato, in particolare i bunker tank delle imbarcazioni e i bunker nei siti portuali.

## Caratteristiche
Il bunker oil è un idrocarburo ad alta viscosità ed il suo utilizzo impone sistemi idraulici a bassa pressione ed un preriscaldamento.

## Utilizzo
Le caratteristiche tecniche dei motori diesel delle grandi imbarcazioni consentono il consumo di questo combustibile, che viene prediletto durante la navigazione in virtù del suo minor costo rispetto al diesel raffinato. In fase di avviamento, però, le navi devono fare affidamento esclusivo sul loro combustibile tradizionale in quanto il bunker oil presenta inconvenienti tecnici. Per questo motivo, tutti i motori navali che fanno impiego del bunker oil possiedono sempre un doppio sistema di alimentazione del combustibile.